# Surface Studio 2
La Surface Studio 2 est un PC tout-en-un, conçu et produit par Microsoft dans le cadre de sa famille Surface fonctionnant sur Windows. Il a été annoncé à son événement « Windows 10 Devices » du 2 octobre 2018 à New York, avec des précommandes débutant le même jour,,.
La deuxième PC tout-en-un entièrement fabriqué par Microsoft, la Surface Studio utilise le système d'exploitation Windows 10 avec la mise à jour d'octobre 2018 préinstallée. Le produit, débutant à partir 3 499$, s'adresse principalement à des personnes dans des professions créatives telles que les graphistes et designers.

## Caractéristiques

### Matériel
La Surface Studio 2 possède un affichage « PixelSense » 4,5 K de 28 pouces avec 4 500 par 3 000 pixels, soit l'équivalent de 192 PPP. L'écran, le plus mince jamais[non neutre], permet au PC de faire 12,5 millimètres d'épaisseur, qui est capable d'utiliser l'espace de couleur DCI-P3 et sRGB, et dispose d'une charnière unique de par sa conception qui permet à l'écran d'être incliné à plat, d'une manière similaire au Wacom Cintiq. L'écran détient une caméra infrarouge rétroéclairée de 5.0 mégapixels, permettant d'utiliser Windows Hello (technologie de reconnaissance facile de Microsoft pour ouvrir sa session sans mot de passe).
Le processeur se trouve dans la base. Son design compact contient un Intel Core i7 de 7e génération (nom de code « Kaby Lake »), ainsi qu'une carte graphique NVIDIA GTX 1060 ou GTX 1070 (cela dépend de la configuration choisie). Le système peut être configuré avec un maximum de 32 Go de RAM en DDR4 et un SSD de 2 To. Il dispose également de quatre ports USB 3.0, un port USB-C , un lecteur de carte SDXC et d'une prise mini-jack.
Contrairement à de nombreux ordinateurs de bureau, la Surface Studio 2 prend en charge Instant Go de spécification, permettant tâches en arrière-plan de continuer à tourner alors que l'ordinateur est en veille.
| Configurations possibles du Surface Studio 2 | Configurations possibles du Surface Studio 2 | Configurations possibles du Surface Studio 2 | Configurations possibles du Surface Studio 2 | Configurations possibles du Surface Studio 2 |
| Niveau de prix (en dollars)                  | Processeur                                   | Carte graphique intégrée                     | Mémoire vive                                 | Stockage interne                             |
| -------------------------------------------- | -------------------------------------------- | -------------------------------------------- | -------------------------------------------- | -------------------------------------------- |
| 3 499                                        | Intel Core i7-7820HQ (de 2,9 à 3,9 GHz)      | GeForce GTX 1060 (avec 6 Go)                 | 16 Go                                        | 1 TB de SSD                                  |
| 4 199                                        | Intel Core i7-7820HQ (de 2,9 à 3,9 GHz)      | GeForce GTX 1060 (avec 6 Go)                 | 32 Go                                        | 1 TB de SSD                                  |
| 4 799                                        | Intel Core i7-7820HQ (de 2,9 à 3,9 GHz)      | GeForce GTX 1070 (avec 8 Go)                 | 32 Go                                        | 2 TB de SSD                                  |

### Accessoires
Microsoft a spécialement conçu sa Surface Mouse et le Surface Keyboard pour fonctionner avec la Surface Studio 2. Il est également compatible avec le Stylet Surface et avec le récent accessoire, le Surface Dial. Ce dernier se compose d'un disque rond qui peut être placé sur l'écran et la tourner pour effectuer diverses actions, telles que le défilement, le zoom, le réglage du volume avec une grande précision. Les développeurs peuvent utiliser les API de Microsoft pour intégrer les fonctionnalités du Surface Dial dans leurs propres applications.

## Accueil
La Surface Studio 2 reçoit généralement des critiques positives de la part des médias technologiques. Nombreux ceux ayant salué le grand écran haute résolution. Il y avait aussi des éloges pour la conception et la construction de la qualité. Les critiques négatives s'attaquent notamment au prix d'entrée de l'appareil.